# 꿈꾸는 대표님
《꿈꾸는 대표님》은 네이버 TV에서 2014년 10월 27일에 공개된 웹드라마이다. 중소기업청이 제작지원하였다.

## 등장 인물

### 주요 인물
- 백성현 : 오중기 역
- 전지윤 : 한꿈 역
- 안재민 : 동균 역
- 조서하 : 윤정 역

### 그 외
- 안서영 : 혜진 역
- 이재순 : 중기모 역
- 임영진 : 용노 역
- 김범기 : 정훈 역
- 김판겸 : 직원1 역
- 오진록 : 직원2 역

### 특별출연
- 유운용 : 본인 역 - 청년창업사관학교

## 회차별 부제
| 회차 | 업로드 일자      | 부제                          | 런닝 타임 |
| ---- | ---------------- | ----------------------------- | --------- |
| 1화  | 2014년 10월 27일 | 어느 날, 꿈이 찾아오다        | 11:31     |
| 2화  | 2014년 10월 27일 | 꿈을 꾸며 산다는 것은         | 11:49     |
| 3화  | 2014년 10월 27일 | 어디로든 통하는 지도가 있다면 | 12:07     |
| 4화  | 2014년 10월 27일 | 사랑임을 깨닫는 순간에는      | 10:36     |
| 5화  | 2014년 10월 27일 | 꿈에서 깨어난 현실은          | 13:12     |
| 6화  | 2014년 10월 27일 | 꿈으로 가는 길을 만들어가다   | 13:46     |